# Монселиче
Монселиче (итал. Monselice) је насеље у Италији у округу Падова, региону Венето.
Према процени из 2011. у насељу је живело 12623 становника. Насеље се налази на надморској висини од 10 м.

## Становништво
Према резултатима пописа становништва 2011. у општини је живело 17.451 становника.
| 1951.  | 1961.  | 1971.  | 1981.  | 1991.  | 2001.  | 2011.  |
| ------ | ------ | ------ | ------ | ------ | ------ | ------ |
| 16.886 | 16.368 | 17.621 | 17.538 | 17.397 | 17.458 | 17.451 |